# 灵宝帖案
2009年3月，身处上海市的河南省灵宝市大王镇南阳村村民王帅，在网上发帖举报家乡政府非法徵地。他之後被政府以“涉嫌诽谤、污蔑政府抗旱不力”的罪名跨省抓捕，刑事拘留长达8天。这起事件引起了中国社会的高度关注，政府当局的做法遭到了民间舆论和新闻媒体的质疑、批评、谴责。其事件亦使「跨省追捕」一詞，成為風行一時的流行語。

## 背景
王帅（1985年—），河南省灵宝市大王镇南阳村人，毕业于天津医科大学眼视光专业。案件发生时，是上海视邦光学眼镜有限公司员工。
2008年5月28日，河南省灵宝市大王镇南阳村政府，以建设“五帝工业聚集区”为理由，租赁大王镇农民土地28平方公里30年。租借土地多数属于国家保护的基本农田示范区，大概3万余农民失去土地。
2008年7月到2009年1月间，王帅曾就政府明显违法征地，打算替家乡人民讨回公道。他通过网络在线信访多次向河南省国土资源厅递交举报信、並打电话给各级国土部门和相关纪检部。但王帅等待长达半年，一直没有结果。

## 逮捕與拘留
2009年2月12日，王帅于其工作地上海，在天涯社区、搜狐社区、大河论坛等多个网站，贴出了以“河南灵宝老农的抗旱绝招”或“网友揭开灵宝抗旱黑幕”等为题的帖子，影射当地政府试图以1200元每亩每年的价格以租代征。這些帖子指列的违法行为，引起了强烈反响，在不到一个月的时间里，王帅所发帖子的点击率就达到了几十万，网易、新浪、搜狐、雅虎等都曾将其置于首页，引发社会的广泛关注。
2月23日，灵宝市抗旱工作指挥部工作人员向灵宝市公安局报案，称其在网上看到的“灵宝500万抗旱资金被贪污”帖子與网民辱骂為「诽谤」。報案者聲稱灵宝市抗旱办與水利局的相關人员，其人格與身心健康都受到谩骂电话的不良影響。灵宝市公安局隨後認定王帅在诽谤案涉有重嫌。灵宝市委宣传部王部长在接受《中国青年报》记者采访时，把王的帖子描述為“造谣”、“诬蔑”，並認為王應「承担责任，受到一定惩罚」。
3月6日，王帅在上班期间，突然被上海市警察刑侦5队抓捕。警察给出的罪名是“涉嫌诽谤、污蔑政府抗旱不力”。3月10日，王帅被灵宝市刑警大队何艳伟、网警大队李平带回家乡，当地政府要求王帅写悔过书，而当地政府抓捕王帅的这些日子没有通知家属。3月12日，警察经过连日的调查仍然没有发现王帅犯罪证据，因此称“证据不足，王帅取保候审”。3月13日，王帅的家人被迫和当地政府达成协议，砍掉农田上的作物，将土地租赁给政府。因此，当地政府才放了王帅，而王帅为了不被解职，迅速赶回上海市继续工作。

## 拘留後
王帅長達8天的刑事拘留，受到舆论持续关注。在舆论壓力下，河南省副省长兼省公安厅长秦玉海，于4月16日向公众道歉，灵宝市公安局分管副局长被停职，4月17日，灵宝市公安局局长宋中奎等当地政府官员，到上海给王帅道歉、並给了王帅783.93元国家赔偿，以賠償拘留8天的損失。

4月28日，负责此案的河南省三门峡市委、市政府给出案件調查结果，決定對占地事件主要责任人實施行政处分：
责成灵宝市委、市政府向三门峡市委、市政府作出深刻检查；责成灵宝市委书记吕均平、市长乔长青向三门峡市委、市政府作出深刻检查；对灵宝市委常委、常务副市长高永瑞给予行政警告处分，免去灵宝市大王镇党委书记黄松涛职务；责成三门峡市国土资源局依照干部管理权限对灵宝市土地管理局副局长李建强予以免职，给予灵宝市土地管理局阳店土地管理中心所所长翟海江行政记过处分。
2009年5月底，上海视邦光学眼镜有限公司以“由于公司业务调整，决定撤销验光业务培训部门”為由辞退王帅。随后，他陆续到各公司去应聘，但各公司都不愿意招聘他。王帅说事後表示自己受到的代價太大、決定再也不舉報或反映问题、也不會在网上发帖。

## 事件影響

### 社会評論
《南方都市报》专文《灵宝帖案，再次暴露地方自我纠正机制失灵》：“网民对政府官员的批评再怎么激烈，也是一种民意表达。官员面对批评异议，应积极说服化解。面对质疑，只想着报案抓人报复，这种思维令人骇然。”
《长沙晚报》专文《灵宝网警“跨省追捕”的底气何来》：“不制衡‘一手遮天’的‘绝对权力’，不约束凌驾于法律与民意之上的‘长官意志’，诸如‘政府违背民意强征土地’的现象，诸如‘为合法利益抗争而遭到迫害’的悲剧，就不可能有杜绝的一天。”
《新华网》专文《灵宝帖案的“教训”》：“对滥用权力的惩戒力度必须要大，这是法治国家的必然要求，谁敢滥用权力，就要受到相应的惩处。因此，必须建立一个完善的惩戒机制，让执法部门和执法者清楚滥用权力的后果，在这方面，官员问责制显然还有待进一步加强和完善。惩处只是手段，避免类似事件发生才是目的。这或许是灵宝帖案给出的‘教训’。”
《广州日报》专文《灵宝案反思：莫把批评当诽谤》：“公民批评和监督政府，并不会削弱政府的权威。相反，它会使政府不断纠正错失，从而越来越受尊重，越来越有威信。我们还必须建立这样的共识：人民批评政府，就是爱国爱家乡的重要方式。”
《新京报》专文《如何才能避免“灵宝帖案”重演》：“在实事求是的前提下，充分尊重公民的知情权、表达权，敢于接受批评，也敢于自我批评。”
《腾讯网》专文《“灵宝帖案”：更应道歉的是谁》：“重庆‘彭水诗案’、山西‘稷山文案’、陕西‘志丹短信案’、山东‘高唐网案’，许多明显属于言论自由范畴内的行为，之所以能被扣上‘诽谤’的帽子，动用公权力滥加审讯、拘捕、起诉，并被上升到‘影响地方经济发展’、‘破坏地方形象’的高度，没有具体权力者背后蓄意的‘非法行政、滥用职权’，‘压制批评、控制舆论’，‘徇私舞弊，枉法裁判’，显然是不可想象的。”
《西安晚报》专文《"灵宝帖案"的权利侵吞源于百姓缺乏话语权》：“权力失范与非法掠夺之所以能够轻易‘蚕食’与‘侵吞’掉农民的权利，说到底，还是农民太缺乏话语权，很多时候只是抱着对权力善良的期待。”

### 媒體改編
一个作家以王帅的经历写出小说《政治诽谤》。

### 跨省追捕
王帅事件发生后，《中国青年报》的一篇报道中用到“跨省追捕”：
他更没想到的是，灵宝市公安局的网警会如此有能耐，迅速认定发帖者是远在上海的他，并跨省追捕，将他“捉拿归案”。 
此后，“跨省追捕”一词迅速在网络上传播，指政府部门利用自己手中的职权，对身处另一省、利用网络发帖、行使法律赋予的权利的公民，进行抓捕的行动。